# Supertungvikt i fristil i brottning vid olympiska sommarspelen 1988
Herrarnas brottningsturnering i fristil i viktklassen supertungvikt vid olympiska sommarspelen 1988 avgjordes i Seongnam i Sangmu Gymnasium. 

## Medaljörer
| Klass         | Guld                                | Silver                  | Brons                          |
| Supertungvikt | David Gobezhishvili · Sovjetunionen | Bruce Baumgartner · USA | Andreas Schröder · Östtyskland |

## Resultat
- TO — Vinst genom fall
- SP — Vinst genom överlägsenhet, 12-14 poängs skillnad, förloraren med poäng
- SO — Vinst genom överlägsenhet, 12-14 poängs skillnad, förloraren utan poäng
- ST — Vinst genom teknisk överlägsenhet, 15 poäng skillnad
- PP — Vinst genom poäng, förloraren med tekniska poäng
- PO — Vinst genom poäng, förloraren utan tekniska poäng
- PA — Vinst genom att motståndaren skadas
- DQ — Vinst genom förverkande
- D2 — Båda brottarna diskvalificerade på grund av passivitet  (0-0 poäng)
- DNA — Dök inte upp
- L — Förluster
- ER — Elimineringsrunda
- CP — Klassificeringspoäng
- TP — Tekniska poäng

- PA — Vinst genom att motståndaren skadats

### Elimineringsrunda

#### Pool A
| L        |                         | CP        | TP       |                         | L        |          |
| Omgång 1 | Omgång 1                | Omgång 1  | Omgång 1 | Omgång 1                | Omgång 1 | Omgång 1 |
| -------- | ----------------------- | --------- | -------- | ----------------------- | -------- | -------- |
| 0        | Bruce Baumgartner (USA) | 4-0 DQ    |          | Hassan El-Hadad (EGY)   | 1        |          |
| 0        | Andreas Schröder (GDR)  | 4-0 TF    | 1:12     | Adam Sandurski (POL)    | 1        |          |
| 0        | Ham Duk-Won (KOR)       | 3-1 PP    | 6-4      | Jesús Montesdeoca (ESP) | 1        |          |
| 0        | Daniel Payne (CAN)      | 4-0 TF    | 0:21     | Navind Ramsaran (MRI)   | 1        |          |
| Omgång 2 |                         |           |          |                         |          |          |
| 0        | Bruce Baumgartner (USA) | 3-1 PP    | 11-1     | Andreas Schröder (GDR)  | 1        |          |
| 1        | Adam Sandurski (POL)    | 4-0 TF    | 1:00     | Ham Duk-Won (KOR)       | 1        |          |
| 2        | Jesús Montesdeoca (ESP) | 0-3 P1    | 4:14     | Daniel Payne (CAN)      | 0        |          |
| 1        | Navind Ramsaran (MRI)   |           |          | Bye                     |          |          |
| 1        | Hassan El-Hadad (EGY)   |           |          | DNA                     |          |          |
| Omgång 3 |                         |           |          |                         |          |          |
| 2        | Navind Ramsaran (MRI)   | 0-4 ST    | 0-15     | Bruce Baumgartner (USA) | 0        |          |
| 1        | Andreas Schröder (GDR)  | 4-0 TF    | 1:05     | Ham Duk-Won (KOR)       | 2        |          |
| 1        | Adam Sandurski (POL)    | 3-1 PP    | 4-3      | Daniel Payne (CAN)      | 1        |          |
| Omgång 4 |                         |           |          |                         |          |          |
| 0        | Bruce Baumgartner (USA) | 4-0 ST    | 17-0     | Adam Sandurski (POL)    | 2        |          |
| 1        | Andreas Schröder (GDR)  | 3.5-.5 SP | 15-3     | Daniel Payne (CAN)      | 2        |          |

| Brottare                | L | ER | CP   |
| ----------------------- | - | -- | ---- |
| Bruce Baumgartner (USA) | 0 | -  | 15   |
| Andreas Schröder (GDR)  | 1 | -  | 12.5 |
| Daniel Payne (CAN)      | 2 | 4  | 8.5  |
| Adam Sandurski (POL)    | 2 | 4  | 7    |
| Ham Duk-Won (KOR)       | 2 | 3  | 3    |
| Navind Ramsaran (MRI)   | 2 | 3  | 0    |
| Jesús Montesdeoca (ESP) | 2 | 2  | 1    |
| Hassan El-Hadad (EGY)   | 1 | 1  | 0    |

#### Pool B
| L        |                           | CP       | TP       |                           | L        |          |
| Omgång 1 | Omgång 1                  | Omgång 1 | Omgång 1 | Omgång 1                  | Omgång 1 | Omgång 1 |
| -------- | ------------------------- | -------- | -------- | ------------------------- | -------- | -------- |
| 0        | László Klauz (HUN)        | 4-0 TF   | 16-0     | Miroslav Luberda (TCH)    | 1        |          |
| 1        | Ralf Bremmer (FRG)        | 1-3 PP   | 4-8      | Hiroyuki Obata (JPN)      | 0        |          |
| 0        | David Gobezhishvili (URS) | 4-0 ST   | 17-0     | Dennis Atiyeh (SYR)       | 1        |          |
| 0        | Atanas Atanassov (BUL)    |          |          | Bye                       |          |          |
| Omgång 2 |                           |          |          |                           |          |          |
| 1        | Atanas Atanassov (BUL)    | 0-3 P1   | 5:17     | László Klauz (HUN)        | 0        |          |
| 2        | Miroslav Luberda (TCH)    | 0-4 TF   | 4:11     | Ralf Bremmer (FRG)        | 1        |          |
| 1        | Hiroyuki Obata (JPN)      | 0-4 TF   | 2:43     | David Gobezhishvili (URS) | 0        |          |
| 1        | Dennis Atiyeh (SYR)       |          |          | Bye                       |          |          |
| Omgång 3 |                           |          |          |                           |          |          |
| 2        | Dennis Atiyeh (SYR)       | 0-4 ST   | 0-15     | Atanas Atanassov (BUL)    | 1        |          |
| 0        | László Klauz (HUN)        | 4-0 TF   | 0:17     | Hiroyuki Obata (JPN)      | 2        |          |
| 2        | Ralf Bremmer (FRG)        | 0-3 P1   | 4:43     | David Gobezhishvili (URS) | 0        |          |
| Omgång 4 |                           |          |          |                           |          |          |
| 2        | Atanas Atanassov (BUL)    | 1-3 PP   | 1-6      | David Gobezhishvili (URS) | 0        |          |
| 0        | László Klauz (HUN)        |          |          | Bye                       |          |          |
| Omgång 5 |                           |          |          |                           |          |          |
| 1        | László Klauz (HUN)        | 0-3 PO   | 0-10     | David Gobezhishvili (URS) | 0        |          |

| Brottare                  | L | ER | CP |
| ------------------------- | - | -- | -- |
| David Gobezhishvili (URS) | 0 | -  | 17 |
| László Klauz (HUN)        | 1 | -  | 11 |
| Atanas Atanassov (BUL)    | 2 | 4  | 5  |
| Ralf Bremmer (FRG)        | 2 | 3  | 5  |
| Hiroyuki Obata (JPN)      | 2 | 3  | 3  |
| Dennis Atiyeh (SYR)       | 2 | 3  | 0  |
| Miroslav Luberda (TCH)    | 2 | 2  | 0  |

### Slutkamper
|                         | CP        | TP        |                           |           |
| 7:e plats               | 7:e plats | 7:e plats | 7:e plats                 | 7:e plats |
| ----------------------- | --------- | --------- | ------------------------- | --------- |
| Adam Sandurski (POL)    | 3-1 PP    | 7-5       | Ralf Bremmer (FRG)        |           |
| 5:e plats               |           |           |                           |           |
| Daniel Payne (CAN)      | 1-3 PP    | 3-8       | Atanas Atanassov (BUL)    |           |
| Bronsmatch              |           |           |                           |           |
| Andreas Schröder (GDR)  | 3-0 P1    | 4:21      | László Klauz (HUN)        |           |
| Final                   |           |           |                           |           |
| Bruce Baumgartner (USA) | 1-3 PP    | 1-3       | David Gobezhishvili (URS) |           |